# 554
Évszázadok: 5. század – 6. század – 7. század
Évtizedek: 500-as évek – 510-es évek – 520-as évek – 530-as évek – 540-es évek – 550-es évek – 560-as évek – 570-es évek – 580-as évek – 590-es évek – 600-as évek
Évek: 549 – 550 – 551 – 552 –  553 – 554 – 555 – 556 – 557 – 558 – 559

## Események

### Bizánci Birodalom
- Itáliában a betörő frank-alemann sereg dél felé vonul, Közép-Itáliában fosztogat, majd két részre válnak: Leutharis kelet, Apulia felé indul, míg fivére, Butilinus Campaniát célozza meg. Mindkét sereget járvány tizedeli. Leutharis nagy zsákmányt gyűjt, majd visszaindul északra, de zsákmányának nagy részét elveszti, amikor Artabanész bizánci hadvezér Fanumnál lecsap az utóvédjére. A bizánciak azonban nem elég erősek a fősereg megtámadására, így az visszatér a Frank Birodalomba, bár közben Leutharis is behal a járványba.
- A bizánci főparancsnok, Narszész Campaniában megtámadja Butilinus táborát és a volturnusi csatában döntő győzelmet arat, a frankok nagy többségét lemészárolják. Ezzel az itáliai háború gyakorlatilag véget ér, bár a Pótól északra eső városok még mindig gót vagy frank kézen vannak és az utolsó fészkeik, Verona és Brixia csak 562-ben kapitulálnak.
- Iusztinianosz császár kiadja pragmatica sanctio ("gyakorlati rendelkezések") c. rendeletét, mellyel Itáliát betagozza a Bizánci Birodalomba és kimondja hogy törvényei ott is érvényesek. Liberius, aki többek között a dél-hispániai hódításokat irányította, hatalmas itáliai birtokokhoz jut.
- Hispániában saját hívei meggyilkolják Agila vizigót királyt, így Athanagild marad az egyetlen jelölt a trónra. Bár sikerül visszafoglalnia néhány várost, a bizánciak megtartják az Ibériai-félsziget délkeleti partvidékét, ahol megszervezik Spania provinciát.

### Arábia
- A perzsa vazallus arab Lahmid dinasztia feje, III. Mundir elesik a bizánciakkal szövetséges Gasszánidákkal vívott csatában. Utóda fia, III. Amr.

### Kína
- A kínai Nyugati Vej dinasztia bábcsászára, Fej összeesküvést szervez Jüven Taj hadúr, az állam tényleges kormányzója ellen, mert az kivégeztette egyik hívét. Terveire fény derül és Jüven Taj előbb lemondatja, majd megmérgezteti a császárt. Helyette Fej öccsét, Jüan Kuót helyezi a trónra, aki a Kung uralkodói nevet veszi fel. Jüven Taj visszavonja azt a régi rendeletet, amely kötelezte a hszienpejeket kínai nevek felvételére és visszaállítja a régi hszienpej családneveket, többek között az uralkodói dinasztia is Jüan helyett ismét Toba lesz.
- A dél-kínai Liang-dinasztia császára, Jüan megsérti a Nyugati Vej követét és levélben követeli vissza Jüven Tajtól azokat a tartományokat, amelyeket az előző évben (még mint Jüan szövetségese) megszállt. Jüven Taj hadjáratot indít a Liang-dinasztia ellen. Jüan nem veszi komolyan a figyelmeztetéseket így a Nyugati Vej támadása meglepetésszerűen éri és amikor ostrom alá veszik fővárosát, megadja magát. A fogoly császárt átadják a Nyugati Vejhez átállt unokaöccsének, Hsziao Csának, aki a következő évben kivégezteti.
- Vej Sou történetíró befejezi krónikáját, a Vej könyvét, amely az Északi és Keleti Vej-dinasztiák történetét foglalja össze.

### Korea
- Szong pekcsei király a Kaja Konföderáció segítségével bosszúhadjáratot indít a szomszédos Silla ellen az előző évi árulásuk miatt, azonban katasztrofális vereséget szenved és a csatában a királyon kívül 30 ezer katonája is elesik. Utóda fia, Üdok, akinek bele kell egyeznie hogy apja rossz végű háborúskodásai miatt az arisztokrácia megnyirbálja a királyi hatalmat.

## Halálozások
- I. Agila, vizigót király
- Vej Fej-ti, a Nyugati Vej császára
- Szong, pekcsei király

## Fordítás
- Ez a szócikk részben vagy egészben  a(z)   554 című angol Wikipédia-szócikk ezen változatának fordításán alapul.  Az eredeti cikk szerkesztőit annak laptörténete sorolja fel. Ez a jelzés csupán a megfogalmazás eredetét és a szerzői jogokat jelzi, nem szolgál a cikkben szereplő információk forrásmegjelöléseként.